# Thelypteris mexiae
Thelypteris mexiae là một loài thực vật có mạch trong họ Thelypteridaceae. Loài này được (Copel. ex C. Chr.) Ching miêu tả khoa học đầu tiên năm 1941.